# BMW M70
Der BMW M70 ist ein V12-Ottomotor mit fünf Liter Hubraum des Automobilherstellers BMW. Das Triebwerk kam ab Ende 1987 im BMW E32 750i/iL sowie ab 1989 im BMW E31 850i/Ci zum Einsatz. 
Das Motorkürzel M70 wurde von BMW schon in den 1970er Jahren verwendet für einen Vierzylinder-Formel-3-Rennmotor auf Basis des BMW M10.

## Konzeption
Der M70 sollte ein rund 200 kW leistender Motor mit fünf Litern Hubraum sein, der für unverbleiten 91-ROZ-Ottokraftstoff geeignet ist. BMW entschied sich, einen kurzhubigen 60°-V12-Motor zu entwickeln, da kleinere Zylinder eine größere Kompression erlauben, durch die größere Zylinderanzahl die Zündabstände geringer sind und somit der Drehmomentverlauf gleichmäßiger ist. Wegen der V12-Bauart des Motors und des daraus resultierenden fast vollständigen Massenausgleiches soll der M70 einen ruhigen Motorenlauf haben. Die spezifische Leistung sollte aus hoher spezifischer Arbeit resultieren.

## Technik
Der BMW M70 ist ein 220 kW leistender 12-Zylinder-V-Motor mit einem Kurbelgehäuse aus einer Aluminium-Silicium-Legierung. Das Silicium soll den Verschleiß minimieren. Die Bohrung beträgt 84 mm, der Kolbenhub 75 mm, so dass sich ein Gesamthubraum von 4988 cm³ ergibt. Bohrung und Hub stimmen mit denen des M20B25 überein. Die Kolben sind aus einer Aluminiumlegierung hergestellt und mit Eisen beschichtet, die Kolbenmulden sind zur Zündkerze ausgerichtet. Die siebenfach gelagerte und aus C45E-Vergütungsstahl geschmiedete Kurbelwelle ist wie beim BMW M21 in Dreistoff-Lagerschalen gelagert. Es sind immer zwei Pleuel am selben Hubzapfen angelenkt. Die Kurbelwelle hat zwölf Gegengewichte.
Jeder Zylinder hat zwei Ventile, der Ventilteller des Einlassventils (Durchmesser von 42 mm) ist 44 % größer als der des Auslassventils (Durchmesser von 35 mm). Die Ventile werden über Kipphebel von einer obenliegenden siebenfach gelagerten Nockenwelle betätigt, die über eine Kette angetrieben wird. Je Zylinderbank hat der Motor eine Nockenwelle (SOHC); wegen der Pleuelanlenkung und Zylinderposition sind die Nockenwellen der linken und rechten Zylinderbank unterschiedlich lang. Zwei digitale Motorelektroniken (DME) des Typs Bosch Motronic 1.2 (frühe E32) bzw. 1.7 (E31, späte E32) regeln für jede Zylinderbank einzeln die teilsequentielle Saugrohreinspritzung sowie die Zündzeitpunkte. Überwacht werden die beiden DMEs von der elektronischen Motorleistungsreglung EML. Die beiden Drosselklappen des Motors werden mit dem EML-Steuergerät synchronisiert, das die Drosselklappen entsprechend der Gaspedalstellung öffnet oder schließt. Darüber hinaus überwacht das EML-Steuergerät auch die elektronischen Fahrhilfen. Die Nebenaggregate des M70 werden von einem Riemen angetrieben.
Im Prinzip besteht der M70 aus zwei M20B25-Sechszylindermotoren, die sich kaum mehr als die Kurbelwelle und den Rücklauf des Kraftstoffes in den Tank teilen, fast alle anderen Komponenten sind zweifach vorhanden: Kraftstoffpumpe mit Vorlauf, Kraftstoffdruckregelung, Einspritzanlage mit Steuergeräten sowie Abgassystem mit je einem separaten Strang, je einem Katalysator und voneinander unabhängiger Lambdaregelung. Die Redundanz geht so weit, dass sogar eine Bank des Motors unabhängig von der anderen in den Notlauf gehen kann.

## Ableger
Auf Basis des M70 wurde der S70 entwickelt, dessen Varianten einen größeren Hubraum und eine deutlich höhere Leistung haben. Alpina baute auf Basis des M70 einen eigenen Motor, den D1/1 sowie auf Basis des S70 den D2, der unter anderem Einsatz im B12 Coupé fand.

## Technische Daten

### Technische Daten M70
| M70                            | M70 |
| ------------------------------ | --- |
| Motorbauart                    | 60°-V12-Leichtmetall-Motor |
| Kühlung                        | Wasserkühlung |
| Ventilsteuerung                | OHC-Ventilsteuerung, im 14°-V-Winkel hängende Ventile, zwei je Zylinder, über Kipphebel von einer obenliegenden Nockenwelle betätigt |
| Motorsteuergerät               | Bosch Motronic 1.2 |
| Gemischaufbereitung            | Saugrohreinspritzung |
| Bohrung × Hub                  | 84 mm × 75 mm |
| Hubraum                        | 4988 cm³ |
| Zündreihenfolge                | 1-7–5–11–3–9–6–12–2–8–4–10 |
| Nennleistung                   | 220 kW bei 5200 min−1 |
| Maximales Drehmoment           | 450 N·m bei 4100 min−1 |
| Spezifische Leistung           | 44,1 kW/dm3 |
| Mittlere Kolbengeschwindigkeit | 13 m/s |
| Maximaldrehzahl                | 6000 ± 40 min−1 |
| Höchste Dauerdrehzahl          | 5900 min−1 |
| Leerlaufdrehzahl               | 700 ± 50 min−1 |
| Kompression                    | 10–12 bar |
| Verdichtungsverhältnis         | 8.8:1 |
| Kraftstoff                     | Unverbleiter 91-ROZ-Ottokraftstoff                                                                                                   |
| Masse                          | 240 kg |
| Füllmenge des Ölkreislaufes    | 7,5 l |

### Technische Daten Ablegermotoren
| Motor  | Hubraum  | Ventile/Zyl. | Bohrung × Hub   | Verdichtung | Leistung bei 1/min                                                               | Drehmoment bei 1/min                 | Bauzeit   |
| ------ | -------- | ------------ | --------------- | ----------- | -------------------------------------------------------------------------------- | ------------------------------------ | --------- |
| S70B56 | 5576 cm³ | 2            | 86 mm × 80 mm   | 9.8:1       | 280 kW (380 PS) bei 5300                                                         | 550 Nm bei 4000                      | 1992–1996 |
| S70/2  | 6064 cm³ | 4            | 86 mm × 87 mm   | 11.0:1      | 461 kW (627 PS) bei 7500 oder 500 kW (680 PS) bei 7800                           | 651 Nm bei 5600 oder 705 Nm bei 4500 | 1994–1998 |
| S70/3  | 5990 cm³ | 4            | 86 mm × 85,9 mm | 11.0:1      | 426 kW (580 PS) bei 6500, 441 kW (600 PS) bei 7400 oder 467 kW (635 PS) bei 8000 | 670 Nm bei 4500 oder 670 Nm bei 5000 | 1997–1999 |
| D1/1   | 4988 cm³ | 2            | 84 mm × 75 mm   | 9.5:1       | 257 kW (350 PS) bei 5300                                                         | 470 Nm bei 4000                      | 1990–1994 |
| D2     | 5646 cm³ | 2            | 86 mm × 81 mm   | 10.5:1      | 306 kW (416 PS) bei 5400                                                         | 570 Nm bei 4000                      | 1992–1996 |

- Die Motorleistung ist gegenüber der Straßenversion gemäß Rennreglement reduziert

## Verwendung
M70
- 1987–1994 im BMW E32 750i/750iL
- 1989–1992 im BMW E31 850i
- 1993–1994 im BMW E31 850Ci

S70
- 1992–1996 im BMW E31 850CSi

S70/2
- 1993–1997 im McLaren F1
- 1995–1996 im McLaren F1 GTR
- 1995 McLaren F1 LM

S70/3
- 1998 im BMW V12 LM
- 1999 im BMW V12 LMR
- 1997 im McLaren F1 GTR

D1/1
- 1990–1994 im BMW E31 Alpina B12 5.0 Coupé
- 1990–1994 im BMW E32 Alpina B12 5.0

D2
- 1992–1996 im BMW E31 Alpina B12 5.7 Coupé

## Quelle
- BMW V-12 Light Alloy Engine M 70. (BMW-Leichtmetallmotor M 70). Juli 1987 (englisch)